# Scaramuccia (maschera)

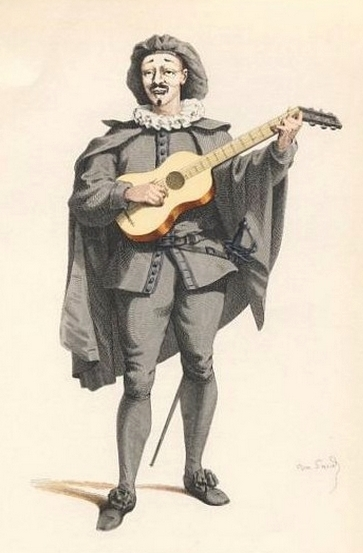
Scaramuccia per Maurice Sand, 1860.

Scaramuccia è una maschera della commedia dell'arte, derivata dal Capitano: fanfarone e vanaglorioso, vestiva di nero secondo l'uniforme degli spagnoli di stanza a Napoli. In verità però la maschera nacque a Napoli con il nome di Scaramuzza, assumendo la forma Scaramuccia (toscana) nel Settecento.
La maschera di Scaramuzza (poi Scaramuccia) divenne celebre per merito dell'attore Tiberio Fiorilli (1608-1694) che, verso il 1640, lo rappresentò in Francia, dove incontrò grande fortuna e si chiamò Scaramouche.
Qui il personaggio modificò il primitivo carattere: preferì la chitarra alla spada, ebbe una nuova arguzia e una psicologia più complessa. La maschera, che fu presa a modello dal giovane Molière, restò legata all'interpretazione del Fiorilli tanto che, malgrado vari attori abbiano tentato di riesumarla, può dirsi scomparsa con lui.